# Eichen-Hainbuchen-Wälder

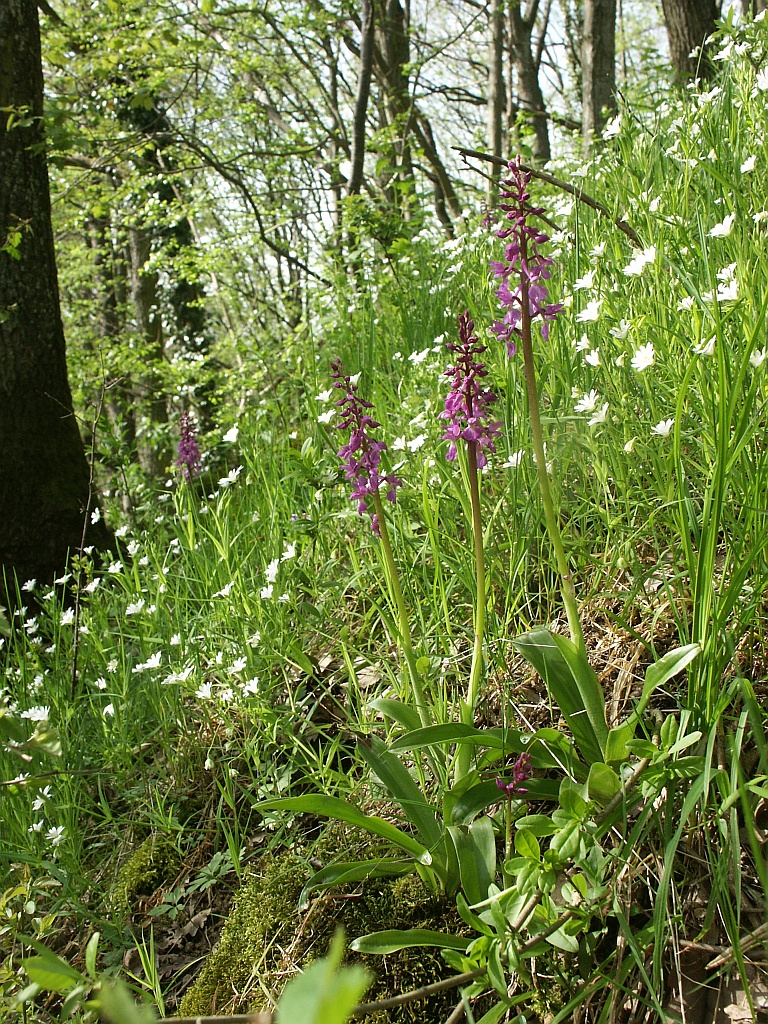
Männliches Knabenkraut und Große Sternmiere in einem Sternmieren-Eichen-Hainbuchen-Wald

Eichen-Hainbuchen-Wälder sind eine Gruppe von Waldgesellschaften, in der meist die Eichenarten Stiel- und Traubeneiche ein oberes Baumstockwerk aufbauen, unter dem die schattenverträgliche Hainbuche ein zweites Stockwerk bildet. Im pflanzensoziologischen System bilden sie den Verband Carpinion betuli Issl. em Oberd. (Name oft abgekürzt zu Carpinion) innerhalb der Buchenwälder und buchenwaldartigen Laubwälder (Ordnung: Fagetalia). Vorherrschende Baumarten neben den namensgebenden Traubeneiche (Quercus petraea) beziehungsweise Stieleiche (Quercus robur) und Hainbuche (Carpinus betulus) sind z. B. die Winter-Linde (Tilia cordata), die Vogel-Kirsche (Prunus avium), der Feldahorn (Acer campestre) sowie manchmal auch Rotbuche (Fagus sylvatica) und Gemeine Esche (Fraxinus excelsior). Lindenreiche Eichen-Hainbuchenwälder sind besonders im östlichen Mitteleuropa häufig.
Eichen-Hainbuchen-Wälder kommen in Mitteleuropa nur dort vor, wo die Konkurrenzkraft der Rotbuche (Fagus sylvatica) herabgesetzt ist. Ansonsten vermögen die schattentoleranteren Buchen die Eichen auszukonkurrieren. Viele, wenn nicht sogar die meisten Eichen-Hainbuchen-Wälder sind durch früher übliche Waldnutzungsformen, wie Hute-, Mittel- oder Niederwald entstanden oder zumindest stark gefördert worden. Viele jüngere Autoren betrachten den Eichen-Hainbuchenwald in Mitteleuropa als Ersatzgesellschaft von Buchenwäldern, also nicht mehr als Klimaxvegetation. Nach traditioneller Ansicht existieren vor allem in Süddeutschland natürliche Eichen-Hainbuchenwälder auf nicht buchenfähigen Standorten. So werden sie auch noch in der Karte der potentiellen natürlichen Vegetation Deutschlands dargestellt, die auch eine Übersicht über die Hauptverbreitungsgebiete in Deutschland liefert. Das eigentliche Verbreitungsgebiet der Eichen-Hainbuchenwälder liegt außerhalb Deutschlands in Ost- und Nordosteuropa, außerhalb des Verbreitungsgebiets der Buche. Ein berühmtes Beispiel ist der Urwald von Białowieża in Polen.
Teils wird jedoch sogar die natürliche Existenz der Eichen-Hainbuchenwälder als Ganzes als Ergebnis einer natürlichen Sukzession infrage gestellt. So argumentiert beispielsweise F. W. M. Vera, dass die Eiche auch in Osteuropa, so z. B. in Białowieża, nicht in der Lage sei, sich zu verjüngen. Vielmehr sei ihr Anteil an der Kronenschicht in diesem Wald ein Relikt aus Zeiten, in denen der Wald als Hute verwendet wurde, und würde langfristig von anderen, schattentoleranten Arten wie Winterlinde, Ulme und Hainbuche verdrängt. Demnach sei die Eiche nur auf Weideflächen konkurrenzstark und würde ohne die Beweidung aussterben oder auf die extremsten Standorte verdrängt werden. Diese Argumentation stellt einen der zentralen Punkte in der von Vera in großem Maße beeinflussten Megaherbivorenhypothese dar, wonach in Europa ursprünglich nicht die reine Konkurrenz-Sukzession zwischen den Gehölzen, sondern der Einfluss großer Pflanzenfresser auf ihre Umgebung der entscheidende Faktor für den Erfolg von Spezies und deren Verbreitung gewesen sei. Das Haupt-Argument lautet in diesem Fall, dass der Wald von Białowieża, so er denn, wie vermutet, der ursprünglichen mitteleuropäischen Vegetation sehr nahekommt, Eichenverjüngung ermöglichen müsse, da ansonsten die hohen Anteile der Eichen in Pollendiagrammen während großer Teile des Holozän nicht erklärbar seien.
Ellenberg charakterisiert ihn so: „Die Krautschicht erinnert so sehr an einen Mull-Buchenwald, dass man sich kaum wundert, auch Charakterarten von Fagion-Assoziationen zu finden. Überspitzt gesagt, ist der Eichen-Linden-Ahorn-Hainbuchen-Mischwald des Ostens also ein ‚Buchenwald ohne Buche‘.“
Eichen-Hainbuchen-Wälder sind relativ licht und haben deshalb meist eine dichte und artenreiche Krautschicht aus Gräsern und Waldbodenkräutern. Verbreitete Charakterart ist z. B. die lichtliebende Große Sternmiere (Stellaria holostea). Weitere Verbandscharakterarten sind (nach Oberdorfer und Ellenberg): Hainbuche (Carpinus betulus), Vogel-Kirsche (Prunus avium), Wald-Knäuelgras (Dactylis polygama), Feld-Rose (Rosa arvensis), Erdbeer-Fingerkraut (Potentilla sterilis), Schatten-Segge (Carex umbrosa), Goldschopf-Hahnenfuß (Ranunculus auricomus), nach Ellenberg außerdem Verschiedenblättriger Schwingel (Festuca heterophylla). Sträucher sind in ihnen nur in aufgelichteten oder gestörten Ausbildungen häufig. Vor allem in Westeuropa treten windende und rankende Arten wie Gemeiner Efeu (Hedera helix), Brombeeren (Rubus fruticosus agg.) und Waldgeißblatt (Lonicera periclymenum) manchmal auffällig hervor.
Zu unterscheiden sind:
- Galio sylvatici-Carpinetum betuli Oberd. – Labkraut-Eichen-Hainbuchenwald. Er wächst vor allem auf warmen, trockenen Wuchsorten, bevorzugt auf schweren Tonböden, die im Hochsommer stark austrocknen (wegen der winterlichen Staunässe sind Buchen hier benachteiligt). Hauptbaumart ist hier die Traubeneiche (Quercus petraea), Stieleichen (Quercus robur) kommen aber (vor allem auf wechselfeuchten Standorten) nicht selten beigemischt, manchmal sogar vorherrschend vor. Charakterart ist das Wald-Labkraut (Galium sylvaticum).
- Stellario holosteae-Carpinetum betuli Oberd. – Sternmieren-Eichen-Hainbuchenwald. Er wächst auf wechselfeuchten oder feuchten Standorten, häufig in Flussauen, wobei er etwas trockenere und seltener überschwemmte Standorte einnimmt als die eigentlichen Auwälder. Hauptbaumart ist die Stieleiche (Quercus robur), typische Arten der Krautschicht sind die Hain-Sternmiere (Stellaria nemorum), der Wald-Himmelschlüssel (Primula elatior) und der Gold-Hahnenfuß (Ranunculus auricomus).

Eichen-Hainbuchen-Wälder wachsen überwiegend auf Standorten, die günstig für die Landwirtschaft sind. Deshalb sind sie heute gegenüber ihrer früheren Verbreitung stark zurückgedrängt worden. In der Europäischen Union sind sie über die FFH-Richtlinie geschützter Lebensraumtyp mit dem Natura-2000-Code 9160.